# レナード・マッコイ
レナード・H・マッコイ（英: Leonard H. McCoy）は、アメリカのSFドラマ『スタートレック』シリーズに登場する架空の人物である。愛称はボーンズ。主に23世紀に活躍する惑星連邦の艦隊士官で、U.S.S.エンタープライズ（NCC-1701、NCC-1701-A）の医療主任を長期にわたり勤めている。
シリーズ初作の『宇宙大作戦』に登場以降、カークやスポックと並ぶメインキャラクターとして後続作品にも多く登場している。そのキャラクターはデフォレスト・ケリーによって長年演じられ、ケリー死去後に制作されたシリーズ作品では、カール・アーバンがその役を引き継いでいる。

## キャラクター概要
カーク船長に対して敬語を使わないことから、非常に親しい関係だとわかる。転送が嫌いなことで有名で、何度かそのような場面が見られる。コンピュータ万能主義にも懐疑的。また、意見の相違でスポックと対立することも多いが、深い友情の裏返しと見るのが妥当のようである。
『I'm a doctor, not a ...（私は医者だ、...ではない）』（「...」の部分が都度変わる）や『He's dead, Jim.（彼は死んだよ）』（上陸班の保安部員等の死亡を彼が確認する場面が多かった）という台詞は定番のギャグ・フレーズとして有名である。前者については『スタートレック:ディープ・スペース・ナイン』のジュリアン・ベシアや『スタートレック:ヴォイジャー』の緊急用医療ホログラムも用いている。
感情豊かで興奮し易い性格だが、船長として苦悩するカークを慰める役割も多く、カークと異なり興奮しても失言はしない等、意外と如才ない。『宇宙大作戦』シリーズの「宇宙に漂う惑星型宇宙船」という話で悪性の多血球血症（多血症）に侵され余命一年である事をカークに告白するが、九死に一生を得て生き永らえている。『宇宙大作戦』での階級は海軍少佐、職務は船医で宇宙心理学にも精通している。賞罰はレジオンドヌール勲章、武勇勲章、宇宙艦隊船医賞受賞（宇宙大作戦「宇宙軍法会議」より）。

## 歴代シリーズでの活躍
艦隊入隊以前
2227年地球で生まれる。ミシシッピ大学に学び、2245年ごろエモニー・ダックスと親密な関係になった。
スター・トレック (2009年の映画)
2255年に離婚によってすべてを失い、やむなく宇宙艦隊に志願した（この設定はTOSの脚本家D・C・フォンタナの没脚本中にあった非公式設定を流用したものである）。飛行恐怖症であり、カークに宇宙空間での事故の危険と恐怖を語る場面もある。
2258年に停学状態でどこにも配属されなかったカークを、機転を利かせてエンタープライズ号に乗船する手助けをした。
スター・トレック イントゥ・ダークネス
前作に続き、エンタープライズ号の医療士官として勤務している。しかし今作ではキャロル・マーカスとともに新型光子魚雷の解体を行ったり、スポックに光子魚雷への工作を指示されるなど、医療士官としての職務を逸脱する行動を余儀なくされることが多く、「医者であって魚雷の専門家じゃない」と抵抗する。しかし、結果的には任務を全うしている。また、劇中での彼のとある行動がカークを救うきっかけとなる。飛行恐怖症は多少改善したものの完治はしておらず、終盤では5年間の探査任務に出ることを嘆いていた。
宇宙大作戦（TOS）
2266年からエンタープライズで勤務を開始。「地底怪獣ホルタ」ではカークからシリコンでできた生物を治療するよう命令され、「医者であって石屋ではない」といった趣旨の発言で抵抗したが、結局成功した。このように一言多い彼の言動は「マッコイズム」と呼ばれ、視聴者に親しまれた。こうした会話の掛け合いの妙がTOSの大きな魅力の一つと言える。
スター・トレック (1979年の映画)
5年間の調査航海ののち一旦宇宙艦隊を退役するが、映画1作目の時招集され復帰。ヴィジャー迎撃を契機に再びエンタープライズを指揮するカークの姿に自らを過信する傲慢さを見抜き、突き放して冷静さを保つよう諌めた。
スタートレックII カーンの逆襲
ラストでスポックに自らのカトラ（魂）を移されたことで『映画3作目』ではその「器」として一時的にひとつの体を共有していたが、バルカン星のセレヤ山での儀式でスポックの魂は分離され、元の肉体に戻すことに成功した。
スタートレックIV 故郷への長い道
原子力空母エンタープライズに潜入して負傷したチェコフの入院先に乗り込み、開頭手術を行おうとした20世紀の医者を罵倒しつつ、23世紀の医療技術でたちどころに治してしまう。エンタープライズのオリジナル艦が自爆した後も、エンタープライズAで船医として勤務した。
スタートレックV 新たなる未知へ
スポックの異母兄サイボックとの精神融合で、その当時は不治とされた病で、病床の父親を安楽死させたことをトラウマとしていた事が明らかにされた。
スタートレックVI 未知の世界
ゴルコン宰相謀殺に巻き込まれ、瀕死の宰相を診るが、クリンゴン人の医学知識は無きに等しく、救うことはできなかった。カークと共に宰相殺害の嫌疑で裁かれ、ルラ・ペンテに流刑となるが、勿論冤罪であった。
新スタートレック（TNG）
パイロット･エピソード（第一話）において、宇宙艦隊を引退した137歳の元提督として登場しエンタープライズDの進宙を視察する。案内したデータ少佐に相変わらずの毒舌を吐きまくる。

## ネーミング
愛称のボーンズは、昔の軍隊において船医が「Sawbones」と俗称されたことからとられている。ただし日本語吹き替えでは反映されておらず、字幕スーパーで少々見られるのみである。
『スター・トレック』では「離婚によって全てを失い、残ったのは骨（Bones）だけ」とカークに話すシーンがあり、カークが「ボーンズ」という愛称を思いつく伏線となっている。

## 演じた俳優と声優

### 俳優
デフォレスト・ケリー
『宇宙大作戦』～映画第6作
カール・アーバン
映画第11作～第13作

### 日本語版吹き替え
吉沢久嘉
『宇宙大作戦』
村越伊知郎
『まんが宇宙大作戦』
山内雅人
映画第1作（テレビ朝日版）、映画第2作～第3作（日本テレビ版）
江角英明
映画第4作（フジテレビ版）
嶋俊介
映画第5作（機内上映版）
仁内建之
映画第6作（VHS版）
仁内は映画第5作（機内上映版）でスポックを演じている。
丸山詠二
『新スタートレック』
小島敏彦
『宇宙大作戦』（追加収録部分）、『ディープ・スペース・ナイン』、映画第1作～第6作（新録版）
宮内敦士
映画第11作～第13作